# Križe, Tržič
Križe este o localitate din comuna Tržič, Slovenia, cu o populație de 859 de locuitori.